# Shanghai Shengli Football Club
Le Shanghai Shengli est un club féminin de football chinois basé à Shanghai. Il évolue actuellement en première division chinoise.

## Histoire
Le club est financé par la Banque commerciale de Shanghai, ce qui lui offre un des plus gros budgets du pays.
En 2020, le club attire l'internationale chinoise du Jiangsu Tang Jiali (en) et l'attaquante star zambienne Barbra Banda, qui termine meilleure buteuse du championnat dès sa première saison, alors que le club termine troisième. Shanghai termine à nouveau troisième en 2021.
En décembre 2022, l'entraîneure japonaise Asako Takakura, ancienne internationale et sélectionneuse du Japon, arrive au club.
En 2024, le club recrute la Japonaise Minori Takakashi.

## Palmarès
Championnat de Chine (11) :
- Vainqueur en 1998, 2000, 2001, 2003, 2004, 2005, 2006, 2010, 2011, 2014 et 2015.

## Personnalités notables

### Anciennes joueuses
- Shen Mengyu
- Tang Jiali (en)
- Yang Lina
- Wang Yanwen
- Francisca Ordega
- Barbra Banda
- Margaret Belemu